# Marek Woźniewski
Marek Grzegorz Woźniewski (ur. 1955 we Wrocławiu) – polski profesor nauk kultury fizycznej, specjalizujący się w fizjoterapii, wychowaniu fizycznym i rehabilitacji; nauczyciel akademicki związany z uczelniami we Wrocławiu. Jego żoną była ekonomistka Grażyna Woźniewska.

## Życiorys
Urodził się w 1955 roku we Wrocławiu, gdzie ukończył kolejno szkołę podstawową i szkołę średnią. Po pomyślnie zdanym egzaminie maturalnym podjął studia na Akademii Wychowania Fizycznego we Wrocławiu, zakończone w 1978 roku magisterium z wychowania fizycznego i specjalizacją z zakresu rehabilitacji. W 1984 roku uzyskał stopień naukowy doktora nauk wychowania fizycznego na podstawie rozprawy pt. Usprawnianie kończyny górnej w przebiegu leczenia raka sutka u kobiet, której promotorem był prof. Zdzisław Zagrobelny. W 1991 roku Rada Wydziału Wychowania Fizycznego Akademii Wychowania Fizycznego we Wrocławiu nadała mu stopień naukowy doktora habilitowanego nauk o kulturze fizycznej w zakresie kultury fizycznej o specjalności fizjoterapia na podstawie rozprawy nt. Wczesne i odległe wyniki kompleksowego usprawniania chorych z wtórnym obrzękiem chłonnym kończyny górnej. W 2002 roku prezydent Polski Aleksander Kwaśniewski nadał mu tytuł profesora nauk o kulturze fizycznej.
Poza działalnością naukowo-dydaktyczną pełnił na wrocławskiej akademii wychowania fizycznego szereg ważnych funkcji organizacyjnych. W latach 1990–1993 był prodziekanem ds. studiów dziennych, a następnie od 1993 do 1995 roku dziekanem Wydziału Wychowania Fizycznego AWF we Wrocławiu. Po utworzeniu w 1995 roku Wydziału Rehabilitacji Ruchowej (obecnie Wydział Fizjoterapii) AWF we Wrocławiu był jego pierwszym dziekanem w latach 1995-1999. W latach 1999–2001 pełnił funkcję prorektora ds. rozwoju uczelni, a od 2002 do 2005 roku prorektora ds. nauki i współpracy z zagranicą. W 2005 roku został ponownie wybrany dziekanem Wydziału Fizjoterapii. Urząd ten pełnił do 2012 roku. Ponadto zajmował stanowiska zastępcy ds. naukowych dyrektora Instytutu Rehabilitacji (1994-1999), kierownika Zakładu Podstaw Fizjoterapii (1994-1999), Zakładu Fizjoterapii i Biomechaniki Klinicznej (1999-2002) i Katedry Fizjoterapii w Medycynie Zachowawczej i Zabiegowej (od 2002). Ponadto wykładał w Dolnośląskiej Szkole Wyższej Edukacji Towarzystwa Wiedzy Powszechnej we Wrocławiu (Instytut pedagogiki Specjalnej na Wydziale Nauk Pedagogicznych) oraz Wyższej Szkole Fizjoterapii z siedzibą we Wrocławiu.
Jest przewodniczącym Komitetu Rehabilitacji, Kultury Fizycznej i Integracji Społecznej Polskiej Akademii Nauk oraz ekspertem Państwowej Komisji Akredytacyjnej. Jest redaktorem naczelnym kwartalnika naukowego "Fizjoterapia", jak i również członkiem komitetów redakcyjnych czasopism naukowych "Human Movement" i "Advances in Clinical and Experimental Medicine". Zasiada jako członek w Polskim Towarzystwie Naukowym Kultury Fizycznej oraz Polskim Towarzystwie Rehabilitacji. Jest także członkiem Polskiego Towarzystwa Walki z Kalectwem, a w latach 1984-1987 był przewodniczącym Sekcji Fizjoterapii tego stowarzyszenia.
W 2019 został członkiem Rady Doskonałości Naukowej I kadencji.

## Dorobek naukowy i odznaczenia
Główne kierunki działalności naukowej Marka Woźniewskiego koncentrują się wokół badania zaburzeń czynnościowych i możliwości zapobiegania im u osób z przewlekłymi chorobami narządów wewnętrznych, po zabiegach operacyjnych oraz leczonych z powodu nowotworów złośliwych. Wyniki jego badań były przedstawiane na wielu kongresach zagranicznych między innymi w Strasburgu, Londynie, Rzymie, Sztokholmie, Waszyngtonie, Porto i Lizbonie. Jest autorem oraz współautorem 90 publikacji naukowych oraz 5 podręczników, w tym: "Fizjoterapia oddechowa", "Biomechanika kliniczna", "Rehabilitacja w chirurgii".
Za swoją działalność naukową, dydaktyczną i organizacyjną został odznaczony wieloma nagrodami i odznaczeniami w tym m.in. Srebrnym Krzyżem Zasługi, Dyplomem Uznania PTWK i Honorowym Medalem im. Prof. Wiktora Degi za wkład wniesiony w rozwój rehabilitacji osób niepełnosprawnych na Ziemi Dolnośląskiej.
W 2018 otrzymał tytuł doktora honoris causa Uniwersytetu Medycznego we Wrocławiu.